# Indios Bravos
Indios Bravos war zunächst ein Studioprojekt von Piotr Banach und Piotr "Gutek" Gutkowski mit einer ersten CD-Veröffentlichung im Jahr 1999. Das Album hieß "Part One", war innerhalb kürzester Zeit ausverkauft und begründete die Popularität von Indios Bravos.
Zur eigentlichen Bandgründung kam es, nachdem im Jahr 2002 das zweite Album, "Mental Revolution", aufgenommen wurde.
Indios Bravos war 2004/05 Polens mit Abstand erfolgreichste Reggae-Band. Erstmals besetzte eine Reggae-Band mit gleich fünf Songs von "Mental Revolution" die ersten Plätze der Internet-Charts. Drei davon hielten sich über ein Jahr auf den Plätzen 1 – 3.

## Diskografie

### Studioalben
- 1999: Part One
- 2004: Mental Revolution
- 2006: Mental Revolution (extended version)
- 2007: Peace![2]
- 2009: Indios Bravos[3]
- 2013: Jatata[4]

### Livealben
- 2007: Przystanek Woodstock 2006/2007
- 2009: On Stage